# Imszarnik
Imszarnik (biał. Імшарац, Амшарнік, Imszarac, Amszarnik) – jezioro na Białorusi, w obwodzie mińskim, w rejonie miadzielskim. Położone jest w dorzeczu Straczy, 11 km od granicy białorusko-litewskiej. Wchodzi w skład Bołduckiej Grupy Jezior. Znajduje się na terenie Parku Krajobrazowego „Błękitne Jeziora”. Długość jego linii brzegowej wynosi około 620 m. Znane jest z miękkiej wody.
Jezioro w latach 1922–1939 (1945) leżało na terytorium II Rzeczypospolitej.